# Batalla de Melilla (1860)
La batalla de Melilla tuvo lugar en febrero de 1860, durante la Guerra Hispano-Marroquí, cuando la guarnición española de Melilla sufrió un fiasco provocado por combatientes rifeños en el exterior de la ciudad. El 6 de febrero la guarnición española de Melilla fue atacada por los rifeños.

## Batalla
El 6 de febrero la guarnición española de Melilla fue atacada por los rifeños. El gobernador de Melilla, Manuel Buceta del Villar, decidió enfrentarse a los rifeños. El general Leopoldo O'Donnell, advirtió del peligro, pero Manuel lo desobedeció. Dirigió una fuerza de 1.200 hombres para perseguir a los marroquíes después de su derrota en Tetuán.
Manuel creía que las fuerzas marroquíes estaban bajas de moral y que los comandantes marroquíes no se atreverían a enfrentarse a él. Esto resultó ser erróneo. En la noche del 8 al 9 de febrero estableció un campamento en las cercanías de Melilla. Los marroquíes, con un gran ejército de 15.000 hombres, centraron sus esfuerzos en atacar el campamento español. Los españoles fueron tomados por sorpresa y derrotados. Los rifeños persiguieron a los españoles hasta las murallas de Melilla. Los españoles sufrieron 370 bajas en este fiasco, mientras que las bajas rifeñas fueron insignificantes.

## Secuelas
O'Donnell se puso furioso cuando se enteró de la desastrosa salida y ordenó a la armada española bombardear varias ciudades costeras para salvar su reputación, pero esto no produjo ningún resultado.   Mientras tanto, la noticia de esta victoria se extendió por todo Marruecos, y la exageración de la victoria no hizo nada para obligar al sultán Moulay Muhammad a pedir la paz.